# 히우마이오르

히우마이오르의 위치

히우마이오르(포르투갈어: Rio Maior)는 포르투갈 산타렝 현에 위치한 도시로 면적은 272.76km2, 인구는 21,192명(2011년 기준), 인구 밀도는 78명/km2이다.

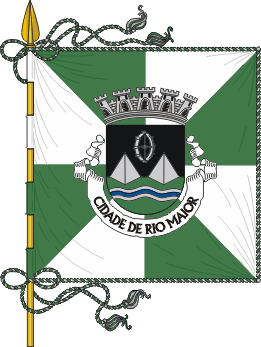
시기
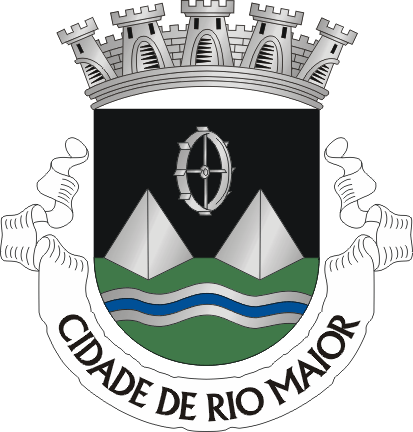
시 문장